# Compact Disco
I Compact Disco è un gruppo musicale ungherese composto da 4 elementi, fondato a Budapest nel 2008.

## Storia

### Le origini e gli eventi precedenti alla nascita
Behnam Lotfi, Pal Gabor e Csaba Walko si sono incontrati per la prima volta nel 2005, quando il produttore di Behnam Lotfi stava cercando una voce per le cover di Adamski e Seal's killer. Lui aveva visto Csaba Walko ad American Idol e decise che sarebbe stato lui la voce di queste due cover. In quel periodo Csaba cantava in una band chiamata Brownflied e chiese ad alcuni membri di questi ultimi di accompagnarlo durante la sessione di registrazione. Tra questi c'era il tastierista Pal Gabor.
A Behnam nel 2008 venne l'idea di creare una nuova band, idea che fu accolta molto bene dagli altri due, ed è per questo che nell'agosto 2008 si accinsero a produrre la loro prima canzone (Fly or Drive).

### 2008-2012
La band ha cominciato, poi, a tenere concerti live nel gennaio 2010, soprattutto in Ungheria, ma anche in Transilvania, Romania. Il loro primo video ufficiale è stato girato per la canzone I'm in love, che è salito subito ai vertici delle classifiche ungheresi. Nel 2009 hanno lanciato il loro primo cd, Steroid, e poco dopo sono stati nominati ai Fonogram Awards nella categoria "Best performance in Electronic Music". Nel maggio 2010 hanno cominciato a girare il loro secondo video ufficiale, quello di Whitout you. Verso la fine del 2010 si aggiunge alla band un altro membro dei Brownflied, il bassista Attila Sandor. Nel dicembre 2010 hanno cominciato a lavorare al loro secondo album, II.

#### A-Dal e Eurovision Song Contest 2012
I Compact Disco hanno partecipato all'A-Dal, la selezione nazionale ungherese per selezionare l'artista e la canzone che rappresenteranno il Paese magiaro all'Eurovision Song Contest, ed hanno vinto grazie alla canzone "Sound of our hearts". Grazie a questo successo hanno partecipato alla prima semifinale della manifestazione il 22 maggio, superandola 10° con 52 punti e accedendo alla finale, dove sono arrivati 24° con 19 punti.

## Membri
- Behnam Lotfi - effetti, aggiunta di tracce (2008–oggi)
- Gábor Pál - tastiera (2008–oggi)
- Attila Sándor - basso (2010–oggi)
- Csaba Walkó - voce (2008–oggi)

## Discografia

### Album
| Anno | Titolo   | Etichetta |
| ---- | -------- | --------- |
| 2009 | Stereoid | CLS Music |
| 2011 | II       | CLS Music |

### Singoli
| Anno | Titolo                | Etichetta               | Paesi                                                          |
| ---- | --------------------- | ----------------------- | -------------------------------------------------------------- |
| 2010 | I'm in Love (remixes) | CLS Music               | Ungheria (bandiera)                                            |
| 2010 | I'm in Love (remixes) | Mathouse Records        | Austria (bandiera) · Germania (bandiera) · Svizzera (bandiera) |
| 2010 | I'm in Love (remixes) | Pandora Digital Records | Portogallo (bandiera)                                          |
| 2010 | Without You (remixes) | CLS Music               | Ungheria (bandiera)                                            |
| 2011 | Fly or Dive           | Age Media               | worldwide                                                      |
| 2011 | I'm in Love           | Age Media               | worldwide                                                      |
| 2011 | Without You           | Age Media               | worldwide                                                      |
| 2011 | I'm in Love           | Universal Music         | Bulgaria (bandiera) · Romania (bandiera)                       |

### Remix by Compact Disco
| Anno | Artista             | Canzone       |
| ---- | ------------------- | ------------- |
| 2009 | Odett és a Go Girlz | Móló          |
| 2010 | Holdviola           | Bánat utca    |
| 2010 | Holdviola           | Erdő, erdő    |
| 2010 | Ákos                | A fénybe nézz |

## Premi e nomination
| Anno | Premio                  | Categoria                            | Risultato       |
| ---- | ----------------------- | ------------------------------------ | --------------- |
| 2010 | Fonogram Awards         | Best Performance in Electronic Music | Candidato/a     |
| 2010 | Bravo Otto Awards       | Best New Artist                      | Candidato/a     |
| 2010 | MTV brand:new           | 6th brand:new band                   | Candidato/a     |
| 2011 | Fonogram Awards         | Best Performance in Electronic Music | Vincitore/trice |
| 2011 | Fonogram Awards         | Best New Artist                      | Candidato/a     |
| 2011 | Fonogram Awards         | Best Song (I'm in Love)              | Candidato/a     |
| 2011 | Antropos.hu Awards      | Album of the Year 2010               | Vincitore/trice |
| 2011 | VIVA Comet              | Band of the Year 2010                | Candidato/a     |
| 2011 | MTV Europe Music Awards | Best Local Artist - Hungary          | Vincitore/trice |
| 2011 | MTV Europe Music Awards | Wordwide Act - European Nominee      | Candidato/a     |